# Baba Saad
Baba Saad (* 26. November 1985 in Beirut, Libanon; bürgerlich Saad El-Haddad, arabisch سعد الحداد, DMG Saʿd al-Ḥaddād) ist ein deutscher Rapper libanesischer Herkunft, der von 2005 bis 2011 bei Bushidos Label ersguterjunge unter Vertrag stand und ab 2020 kurzzeitig aktiv war. Er ist Inhaber des Hip-Hop-Labels Halunkenbande. Seit seinem Comeback nennt er sich nur noch Saad.

## Leben
Saad kam 1994 aus dem Libanon nach Deutschland. Er wuchs mit seiner Familie in Syke, einer Kleinstadt bei Bremen, auf und ging dort zur Realschule.
Nachdem er den Realschulabschluss gemacht hatte, kam er in Kontakt mit dem Berliner Rapper Bushido. Dieser lud ihn 2004 ein, an den Aufnahmen zu Electro Ghetto teilzunehmen. Saad war danach erneut zusammen mit Bushido auf deren gemeinsamem Album Carlo Cokxxx Nutten II (2005) zu hören. Die ausgekoppelte Single Nie ein Rapper stieg auf Platz 24 der deutschen Singlecharts ein.

### Beim Label ersguterjunge
Ab Sommer 2005 stand Saad bei Bushidos Label ersguterjunge unter Vertrag. Er war auf Bushidos Album Staatsfeind Nr. 1 (2005) vertreten und unterstützte ihn auf der anschließenden Tournee Gegen Kaution auf Tour. Auf der 2005 erschienenen Single Augenblick von Bushido war er mit einem eigenen Track (Ich halt die Stellung) vertreten. Auf der Single (Endgegner/Staatsfeind Nr. 1) von Bushido ist er auf dem Song (Staatsfeind Nr. 1 Sti Remix) zusammen mit Bushido, Chakuza und Eko Fresh zu hören.
Baba Saad war im Winter 2005 mit Bushido auf der Staatsfeind Nr. 1-Tour. Er war zusammen mit Bushido, D-Bo, Eko Fresh, Billy und Chakuza in dem Video Nemesis aus dem Album ersguterjunge Sampler Vol. 1 - Nemesis vertreten, auf dem er auch seinen eigenen Track namens S.A.A.D. hat. Auf dem Album Game Over von Azad ist Saad ebenfalls mit einem Feature (Auge des Sturms) vertreten. Am 16. Juni 2006 wurde sein erstes Soloalbum Das Leben ist Saad und die Single Womit hab ich das verdient veröffentlicht. Das Album stieg auf Platz 15 der offiziellen deutschen Album-Charts ein, die Single auf Platz 68.
Saads zweites Solo-Album sollte ursprünglich Der Pate heißen. Anfang Juli 2007 wurde der von Decay produzierte Freetrack Ausnahmezustand veröffentlicht. Anfang 2008 wurde bekannt gegeben, dass das zweite Album aus rechtlichen Gründen nicht Der Pate heißen wird. Es trägt den Namen Saadcore und wurde am 22. März 2008 veröffentlicht. Die erste Single-Auskopplung ist das Lied Regen, auf welchem Rapper Bushido mit einem Gastbeitrag vertreten ist.
Im März 2011 gab Saad auf einem Konzert des Rappers Haftbefehl bekannt, nicht mehr bei ersguterjunge unter Vertrag zu stehen. Als Grund gab er später musikalische Differenzen an.

### Eigenes Label Halunkenbande
Am 9. September 2011 stieg das Soloalbum Halunke auf Platz 16 der deutschen Album-Charts ein. Es erschien über Baba Saads eigenes Label Halunkenbande.
Im Februar und März 2012 ging Baba Saad auf Ein Halunke auf Beute-Tour. Im Zuge der Tour gab es die Veröffentlichung eines alten bisher unveröffentlichten Albums, dessen Veröffentlichung von Bushidos Label ersguterjunge abgelehnt wurde. Saad veröffentlichte das Album über sein Label Halunkenbande unter dem Titel Abgelehnt.
2012 nahm Saad die Rapper Dú Maroc und SadiQ unter Vertrag, deren gemeinsames Album Narkotic Platz 53 der Charts erreichte. Nächste Veröffentlichung sollte ein Kollaboalbum von Saad und SadiQ werden, das den Namen Cannabis Coka Nouga haben sollte. Doch im September gab Saad bekannt, sich von seinen Künstlern trennen zu müssen. Zum einen gab es künstlerische Differenzen, zum anderen habe er einen persönlichen Schicksalsschlag erlitten und könne sich derzeit nicht auf sein Label konzentrieren. Das bereits fertig aufgenommene Album werde deshalb auch nicht erscheinen. Baba Saad zog sich eine Zeit lang in den Libanon zurück. 2013 setzte er sowohl seine Karriere als auch seine Labeltätigkeit fort.
2013 veröffentlichte Saad sein Album SDoppelAD auf dem Label Halunkenbande, auf dem neben Saad selbst auch die Rapkünstler Jack da Rapper, Reece, Gecko und Fero zu hören sind. Im selben Jahr erschien Estatainment des saarländischen Rappers EstA.
Saad brachte 2014 sein, laut Ankündigung, letztes Soloalbum mit dem Titel Das Leben ist Saadcore auf dem Markt. Er wollte danach nur noch auf anderen Alben vertreten sein und als Labelchef agieren. Ende 2014 brachte er die EP Yayo Tape über den Online-Shop Distributionz als Standard-Edition und als Fan-Bundle heraus, 2015 dann der zweite Halunkenbande-Sampler namens Beuteschema. Auch er wurde als Standard-Edition und als Fan-Bundle im Shop verkauft. Saads Album Saadcore Reloaded wurde ab Dezember 2015 vertrieben. 2016 erschien das Kollaboalbum Bang Bang, zusammen mit dem Rapper Punch Arogunz. Dieses erreichte Platz 6 der deutschen Albumcharts.
Im Jahr 2017 verließen alle Künstler Saads Label Halunkenbande und erhoben schwere Vorwürfe gegen Saad. Mehrere ehemalige Halunkenbande-Künstler, einschließlich Punch Arogunz, Cashmo und SadiQ, veröffentlichten zudem Disstracks gegen ihn. Im Dezember 2017 veröffentlichte Baba Saad Yayo Tape II.
Baba Saad verkündete am 25. Januar 2019, dass er seine Rap-Karriere mit sofortiger Wirkung beendet habe und keine neuen Rap-Songs von ihm erscheinen werden.

### Rückkehr ins Rap-Geschäft
Am 10. Februar 2020 meldete sich Baba Saad überraschenderweise auf seinem Instagram-Account mit einem kurzen Video zurück, wo er andeutete in naher Zukunft wieder Musik machen zu wollen.
Am 26. Mai 2020 streamte sein alter Kollege und Weggefährte Bushido in Kooperation mit Amazon Music auf Twitch live, wo dieser einen Beat und einen Song exklusiv für Amazon Music kreierte. Baba Saad wurde darauf aufmerksam und postete mehrere Instagram-Stories, worin er Bushido markierte und ihn auf sich aufmerksam machte. Bushido lud Saad daraufhin in den Stream ein, wo sie dann miteinander vor mehreren zehntausend Zuschauern telefonierten. Hiermit öffnete sich das nächste Kapitel bei Bushido und Baba Saad, denn die beiden kündigten an, dass Baba Saad einen Gastauftritt auf Bushidos Album Sonny Black II haben wird. Des Weiteren gibt es eine FickDeineMutterSlang-EP in der Box von Sonny Black II, welche 2021 veröffentlicht wurde, wo Bushido und Baba Saad bis zu 10 Songs (nach eigener Aussage) aufnehmen und veröffentlichen werden.
Im Mai 2023 gab Bushido im Rahmen seines Podcasts bekannt, dass er keinen Kontakt mehr zu Saad habe.

## Diskografie
Studioalben

| Jahr | Titel                  | Höchstplatzierung, Gesamtwochen, AuszeichnungChartplatzierungen (Jahr, Titel, Platzierungen, Wochen, Auszeichnungen, Anmerkungen) | Höchstplatzierung, Gesamtwochen, AuszeichnungChartplatzierungen (Jahr, Titel, Platzierungen, Wochen, Auszeichnungen, Anmerkungen) | Höchstplatzierung, Gesamtwochen, AuszeichnungChartplatzierungen (Jahr, Titel, Platzierungen, Wochen, Auszeichnungen, Anmerkungen) | Anmerkungen                                                             |
| Jahr | Titel                  | DE | AT | CH | Anmerkungen                                                             |
| ---- | ---------------------- | --- | --- | --- | ----------------------------------------------------------------------- |
| 2006 | Das Leben ist Saad     | DE15 (7 Wo.)DE | AT39 (1 Wo.)AT | — | Erstveröffentlichung: 16. Juni 2006                                     |
| 2008 | Saadcore               | DE9 (4 Wo.)DE | AT63 (1 Wo.)AT | CH49 (2 Wo.)CH | Erstveröffentlichung: 21. März 2008 Limited Edition seit 2012 indiziert |
| 2011 | Halunke                | DE16 (1 Wo.)DE | AT54 (1 Wo.)AT | CH50 (1 Wo.)CH | Erstveröffentlichung: 9. September 2011                                 |
| 2012 | Abgelehnt              | — | — | — | Erstveröffentlichung: 5. März 2012                                      |
| 2013 | S Doppel A D           | DE63 (1 Wo.)DE | AT62 (1 Wo.)AT | — | Erstveröffentlichung: 5. April 2013                                     |
| 2014 | Das Leben ist Saadcore | DE10 (1 Wo.)DE | AT20 (1 Wo.)AT | CH42 (1 Wo.)CH | Erstveröffentlichung: 25. Juli 2014                                     |
| 2014 | Yayo Tape              | — | — | — | Erstveröffentlichung: 22. Dezember 2014                                 |
| 2015 | Saadcore Reloaded      | — | — | — | Erstveröffentlichung: 18. Dezember 2015                                 |
| 2017 | Yayo Tape II           | — | — | — | Erstveröffentlichung: 15. Dezember 2017                                 |